# Sierra de Leomil
La sierra de Leomil es una elevación de 1008 m de altitud al norte de Portugal. Tiene su cima en la parroquia de Leomil, municipio de Moimenta da Beira, en el norte del distrito de Viseo. Se eleva esta sierra entre los ríos Paiva y Távora y pertenencia al Macizo Galaico-Duriense. Es lugar de nacimiento de importantes cursos de agua como el río Varosa y el río Paiva.
El nombre por el que se la conoce está atestiguado en la memoria parroquial de Leomil de 1758:
«La Villa de Leomil queda en la Provincia de la Beyra Alta dentro del obispado y comarca de Lamego, tiene el término y la freguesia sobre sí (…) Está situada en un valle en las faldas de la Sierra de Leomil, y no se descubre de ella cosa alguna (…) Dista esta Villa de la ciudad de Lamego, capital del obispado, tres leguas de Lisboa Capital del Reino con cincuenta y cuatro (…).»